# 4297 Eichhorn
4297 Eichhorn (1938 HE) là một tiểu hành tinh vành đai chính được phát hiện ngày 19 tháng 4 năm 1938 bởi Wilhelm Dieckvoss ở Bergedorf Observatory.